# Faride Mereb
Faride Mereb (1989) là biên tập viên và nhà thiết kế đồ hoạ người Venezuela. Cô là người sáng lập và giám đốc nhà xuất bản Ediciones Letra Muerta, có trụ sở tại Caracas Venezuela. Năm 2016, cô đã được trao giải vàng hạng mục biên tập của Giải thưởng Thiết kế Mỹ Latin với Al Filo ~ Miyó Vestrini.

## Sự nghiệp chuyên nghiệp
Sinh ra ở Valencia, cô theo học tại Instituto de Diseño de Caracas. Sau đó, cô nhận được học bổng toàn phần về Cử nhân nghệ thuật của trường Đại học Arturo Michelena ở Valencia. Năm 2015, Mereb bắt đầu làm việc tại nhà xuất bản Ex Libris với Javier Aizpurua. Ex Libris đã thắng cuộc thi 'Thiết kế sách hay nhất từ khắp nơi trên thế giới' (Leipzig, Đức) cả ba mùa.
Trên cơ sở tập trung tìm hiểu các bài thơ của nhà thơ người Venezuela Miyó Vestrini, Mereb đã sưu tầm và thiết kế hai cuốn sách Es una buena máquina ~ Miyó Vestrini và Al Filo ~ Miyó Vestrini, trong đó cô tiết lộ các cuộc phỏng vấn văn học và những bài thơ chưa được xuất bản của Vestrini. Es una buena máquina đã được chọn đưa đi Hội thảo Thiết kế Mĩ Ibero ở Madrid và Feria Iberoamericana de Arte (FIA) năm 2015.
Năm 2014, cô đồng sáng lập Ediciones Letra Muerta, một nhà xuất bản dành riêng cho các tác giả có gốc Venezuela như Vestrini và Ida Gramcko cùng với nhiều tác giả khác.
Với Letra Muerta, Mereb cho xuất bản Poemas  ~ Ida Gramcko năm 2016. Tác phẩm này đã được chọn trước trong cuộc thi "Thiết kế sách hay nhất từ khắp nơi trên thế giới" (Leipzig, Đức).
Mereb đã thao giảng các nghiên cứu của cô về thiết kế của Venezuela, tại Đại học Columbia (Hoa Kỳ) năm 2016 và tại Đại học Palermo (Argentina). Cô cũng là thành viên của AIGA.

## Tác phẩm tiêu biểu
- Spaces to say the same thing ~ Hanni Ossott (2018).[8]
- Otoño (sic) ~ Luis Moreno Villamediana (2017).[9]
- Poemas  ~ Ida Gramcko (2016).[10]
- Al Filo ~ Miyó Vestrini (2015).[11]
- Es una buena máquina ~ Miyó Vestrini (2014).[12]

## Triển lãm cá nhân
- Poemas: Ida Gramcko. Abra Caracas, Los Galpones. Caracas, 2016.
- Segunda ruptura: en la memoria. Organización Nelson Garrido. Caracas, 2013.
- El espacio de la palabra, Estespacionoesmio. Valencia, 2012.